# Hymenogramme javensis
Hymenogramme javensis är en svampart som beskrevs av Mont. & Berk. 1844. Hymenogramme javensis ingår i släktet Hymenogramme och familjen Polyporaceae.   Inga underarter finns listade i Catalogue of Life.